# سنكلير هود
سنكلير هود (بالإنجليزية: Sinclair Hood)‏ هو عالم آثار أيرلندي، (ولد في كوف في جمهورية أيرلندا 1917 – 2021 م).